# 田中常雄
田中 常雄（たなか つねお、1930年 - ）は、日本の外交官。 駐ギリシャ特命全権大使、駐フィリピン特命全権大使、駐メキシコ特命全権大使等を歴任した。

## 経歴
長野県生まれ。東京大学法学部政治学科在学中に外務公務員上級試験に合格し、大学を中退して1952年に外務省に入省。外務省欧亜局大洋州課長を経て、1978年、在タイ日本国大使館公使。1981年、在ロサンゼルス総領事。1983年、法務省入国管理局長。1985年、駐ギリシャ大使。1988年、在フィリピン大使。1990年、在メキシコ兼ハイチ、ベリーズ大使を歴任して1993年退官。2000年、勲二等旭日重光章受勲。一般財団法人フィリピン協会名誉会員。